# Кубок Йорданії з футболу 2024—2025
Кубок Йорданії з футболу 2024—2025 — 43-й розіграш кубкового футбольного турніру у Йорданії. Титул володаря кубка втретє поспіль здобув Аль-Вахдат.

## Календар
| Раунд      | Дата              | Матчі | Клуби  |
| ---------- | ----------------- | ----- | ------ |
| 1/8 фіналу | 12-15 грудня 2024 | 8     | 16 → 8 |
| 1/4 фіналу | 20-24 грудня 2024 | 4     | 8 → 4  |
| 1/2 фіналу | 8 травня 2025     | 2     | 4 → 2  |
| Фінал      | 12 травня 2025    | 1     | 2 → 1  |

## 1/8 фіналу
| Команда 1           | Рахунок      | Команда 2       |
| ------------------- | ------------ | --------------- |
| 12 грудня 2024      |              |                 |
| Аль-Джаліль (2)     | 1:4          | Аль-Салт        |
| Аль-Вахдат          | 5:1          | Маан            |
| 13 грудня 2024      |              |                 |
| Аль-Рамта           | 1:0          | Аль-Джазіра     |
| Шабаб Аль-Акаба     | 0:5          | Аль-Файсалі     |
| 14 грудня 2024      |              |                 |
| Могаєр Аль-Сархан   | 4:2          | Сахаб (2)       |
| Аль-Аглі            | 2:1          | Шабаб Аль-Ордон |
| Аль-Арабі (2)       | 0:2          | Аль-Гуссейн     |
| 15 грудня 2024      |              |                 |
| Сама Аль-Сархан (2) | 1:1 пен. 4:1 | Аль-Сарех       |

## 1/4 фіналу
| Команда 1         | Рахунок      | Команда 2           |
| ----------------- | ------------ | ------------------- |
| 20 грудня 2024    |              |                     |
| Аль-Рамта         | 1:2          | Аль-Аглі            |
| 23 грудня 2024    |              |                     |
| Аль-Салт          | 1:1 пен. 3:5 | Аль-Гуссейн         |
| Аль-Вахдат        | 3:0          | Сама Аль-Сархан (2) |
| 24 грудня 2024    |              |                     |
| Могаєр Аль-Сархан | 1:3          | Аль-Файсалі         |

## 1/2 фіналу
| Команда 1     | Рахунок      | Команда 2   |
| ------------- | ------------ | ----------- |
| 8 травня 2025 |              |             |
| Аль-Аглі      | 0:0 пен. 4:5 | Аль-Вахдат  |
| Аль-Гуссейн   | 1:0          | Аль-Файсалі |

## Фінал
| Команда 1      | Рахунок      | Команда 2   |
| -------------- | ------------ | ----------- |
| 12 травня 2025 |              |             |
| Аль-Вахдат     | 0:0 пен. 3:1 | Аль-Гуссейн |